# Alt Tucheband
Alt Tucheband é um município da Alemanha, situado no distrito de Märkisch-Oderland, no estado de Brandemburgo. Tem 30,59 km² de área, e sua população em 2019 foi estimada em 792 habitantes.